# 콜로라도강
콜로라도강(영어: Colorado River)은 미국 남서부 로키산맥의 서쪽에 있는 콜로라도 대지가 개석(開析, 풍화 또는 침식작용으로 새로운 지형을 이루는 일)된 대협곡과, 와이오밍주에서 시작되는 그린강(Green River)을 합하여 서남쪽으로 흘러 멕시코 북서부를 지나 코르테스해(캘리포니아만)으로 흘러드는 강으로, 길이는 2,330 km, 유역 면적 5,900 km2이다. 도중에 콜로라도 고원에서 깊이 1,000 m가 넘는 대협곡을 만드는데, 특히 유명한 것이 그랜드 캐니언이다.

## 지리
콜로라도는 세계에서 가장 접근하기 힘든 협곡으로 미국 남서부의 건조지대에 위치한다. 콜로라도고원의 융기로 인해 강은 길이 1,600 km 이상의 깊은 협곡을 깎아내었는데 이중 가장 장관인 부분이 애리조나 주 북부에 위치한 약 350 km 길이의 그랜드캐니언이다.
콜로라도강은 콜로라도 북쪽 로키산맥의 서쪽 사면을 따라 눈 녹은 물에서 시작된다. 강은 남서쪽으로 흘러 콜로라도고원을 가로지르면서 유타 주에 이르게 되고 여기서 와이오밍주에서 흘러오는 그린강과 합류한다.
애리조나 북부에서 그랜드캐니언이 시작되는데 20억년 동안의 지질 역사를 간직하며 퇴적된 지층을 깎아내린 협곡의 폭은 29 km에 달한다. 협곡에서 강은 남쪽으로 흐르면서 캘리포니아와 애리조나 주의 경계가 된다.
하류의 유속은 느려지고 심한 곡류를 하면서 주변에 범람과 함께 미립질의 퇴적물을 쌓은 범람원을 형성한다. 멕시코 국경을 넘어 128 km를 더 흐른 후에 캘리포니아 만에 이르게 된다.

## 치수
콜로라도강은 세계에서도 가장 잘 관리된 강으로 꼽힌다. 1920년대에 이미 유역의 북쪽 지역에서 로키산맥을 가로지르는 대규모 터널을 뚫어서 강물을 대평원의 동쪽 지역에 공급하였다. 1935년에는 하류에 높이 221 m의 유명한 후버 댐을 건설하여 미드호를 만들었고 수력발전과 관개용수를 공급하고 있다. 콜로라도강 하류의 막대한 양의 용수는 라스베이거스, 피닉스, 투산, 샌디에이고, 로스앤젤레스 등의 도시로 흐름을 바꾸어 공급된다. 임페리얼 댐은 콜로라도강 유량의 대부분을 유역을 변경하여 전미운하를 통해 캘리포니아의 임페리얼 밸리로 흐르도록 한다. 콜로라도강을 통해 바다로 흐르는 물의 양이 급속히 줄어들면서 캘리포니아 만의 해안에 많은 지형적인 변화가 나타났고 해안선이 북쪽으로 많이 후퇴하였다.

## 같이 보기
- 콜로라도 사막
- 런던 교 (레이크해버수시티)